# Henri Péan
Pour les articles homonymes, voir Péan (homonymie).
L'Abbé Henri Péan, né le 26 août 1901 à Saint-Léonard-en-Beauce (Loir-et-Cher) et mort le 28 février 1944 à Tours (Indre-et-Loire), est un prêtre du diocèse de Tours, curé de Draché et de La Celle-Saint-Avant et un résistant.
Il entre en résistance dès 1940. Il participe surtout aux réseaux Turma-Vengeance et Marie-Odile dont il devient l'organisateur reconnu pour la région Sud-Touraine et Nord-Vienne. Il est arrêté et transféré à Tours où il est torturé et assassiné par la Gestapo en février 1944.

## Biographie

### Les années de jeunesse
Henri Péan est né le 26 août 1901 à Saint-Léonard-en-Beauce, petite commune du Loir-et-Cher, située entre Blois et Châteaudun.
Il a prononcé des vœux définitifs pour entrer à la Congrégation des Prêtres du Sacré-Cœur de Saint-Quentin . Pour cela, il a séjourné en Belgique et a commencé des études à l'université catholique de Louvain. Il abandonne cette voie pour entrer au Grand Séminaire de Tours. Il est relevé de ses vœux le 13 mars 1928, ordonné prêtre en mai 1929 et nommé immédiatement vicaire à Langeais.
En 1930, il est nommé curé de Draché et de la Celle-Saint-Avant. En parallèle, il se remet aux études, obtient son baccalauréat puis un certificat de mathématiques générales à l'université de Poitiers où il est par ailleurs inscrit en lettres.

### La guerre:Péan-le-Fouqui dit la messe en bottes...
La fiche matricule d'Henri Péan indique qu'il est exempté le 1er juin 1921 pour cause d'endocardite. La commission de réforme du 15 février 1940 le déclare "Pris Bon service armé" avec le motif "Aucun signe d'endocardite" (La mention "Etudiant" est rayée et remplacée par celle de "Prêtre"). Il est affecté au Dépôt d'artillerie auto n°5 d'Orléans. il y est incorporé le 15 avril 1940. Péan est dirigé le 07 mai sur le groupement des EOR de Vannes. 
Fait prisonnier le 19 juin, il est libéré comme malade, après quelques mois de captivité.
Il revient immédiatement à Draché où il reprend son ministère. Draché est situé tout près de la Ligne de démarcation. Henri Péan commence ainsi à aider les clandestins désireux de passer la ligne : juifs, soldats et politiques recherchés, aviateurs alliés abattus et, plus tard, réfractaires au Service du travail obligatoire.
Il adhère en mars 1943 au réseau Turma-Vengeance. Il est aussi membre du réseau Marie-Odile. Pour Marie-Odile, il est chargé du passage des aviateurs pour les départements de la Vienne et de l'Indre-et-Loire. A Turma-Vengeance, il collecte des renseignements pour le BCRA de Londres en vue de la préparation du Débarquement. Il est aidé en cela par son ami Albert Rabine , chef de gare à Châtellerault. Il est par ailleurs membre du réseau Marie-Claire et du mouvement Libération-Nord.
Les personnes secourues doivent être logées et nourries. Certaines le sont au presbytère de Draché où les parents de l'Abbé sont mis à contribution. Il fait appel également aux presbytères voisins, à de nombreux fermiers et à toutes les bonnes volontés. Deux maisons qui ne désemplissent pas et où tout est offert retiennent cependant l'attention : celle de la famille André Goupille au Grand-Pressigny et le château de Marie-Thérèse de Poix à Sepmes où il passe souvent livrer ou prendre ses « colis ». La fabrication de faux-papiers est assurée par les secrétaires de mairie, maires et anciens maires des communes du secteur. Ils prennent d'énormes risques et le paieront : Andrée Babin, secrétaire de mairie de Sepmes, Max de Lussac, ancien maire de Sainte-Catherine-de-Fierbois, Raymond Civel, secrétaire de mairie de Draché, sont ainsi morts en déportation. Alphonse Cathelin, ancien maire de Marcé-sur-Esves a été déporté.

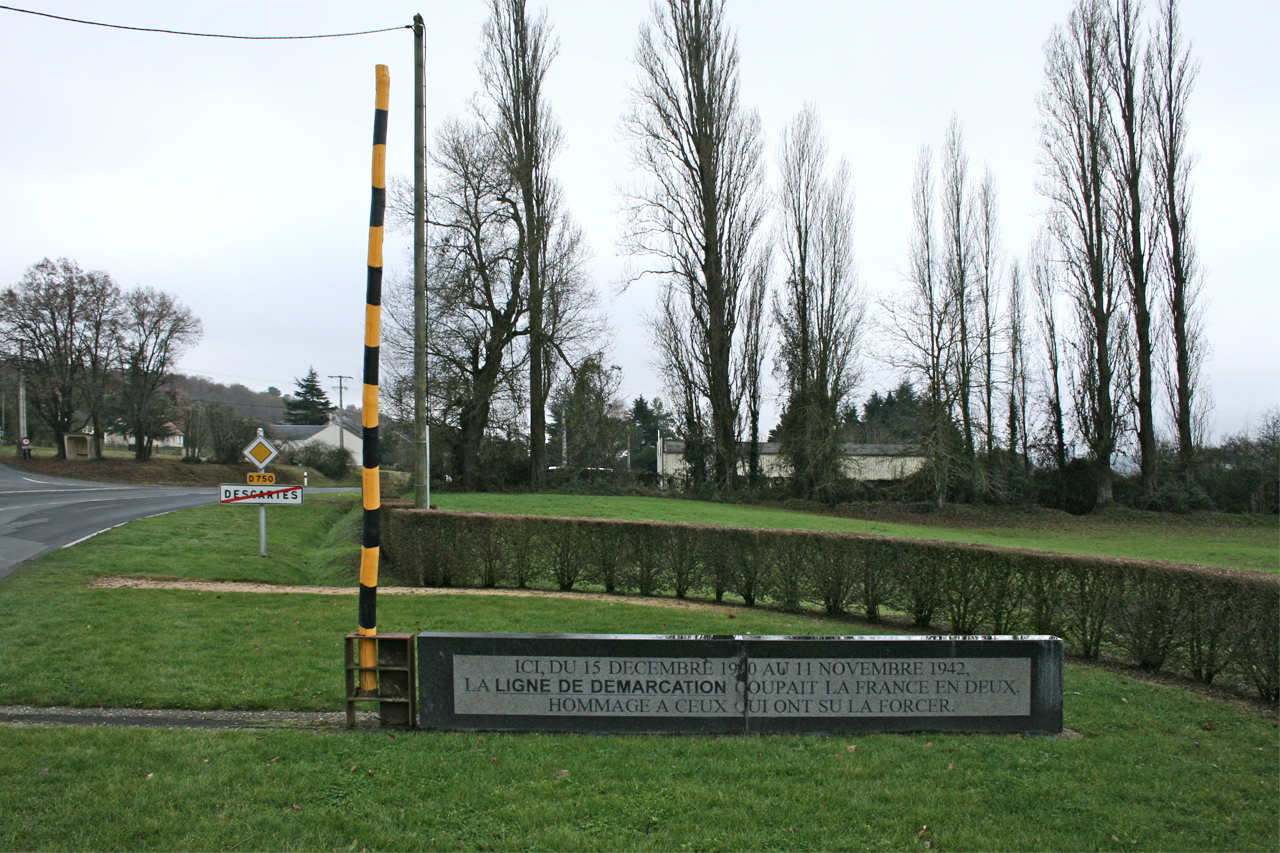
Monument commémoratif de la Ligne de démarcation à Descartes, l'ancienne Haye-Descartes voisine des paroisses de l'Abbé Péan.

En mars 1943, il est chargé d'organiser des parachutages sur un terrain appartenant à Marie Thérèse de Poix. Il est aidé par la famille Goupille et Abel Sellier, postier à la Celle-Saint-Avant. À partir de l'été 1943, les parachutages commencent : postes de TSF, armes, etc.

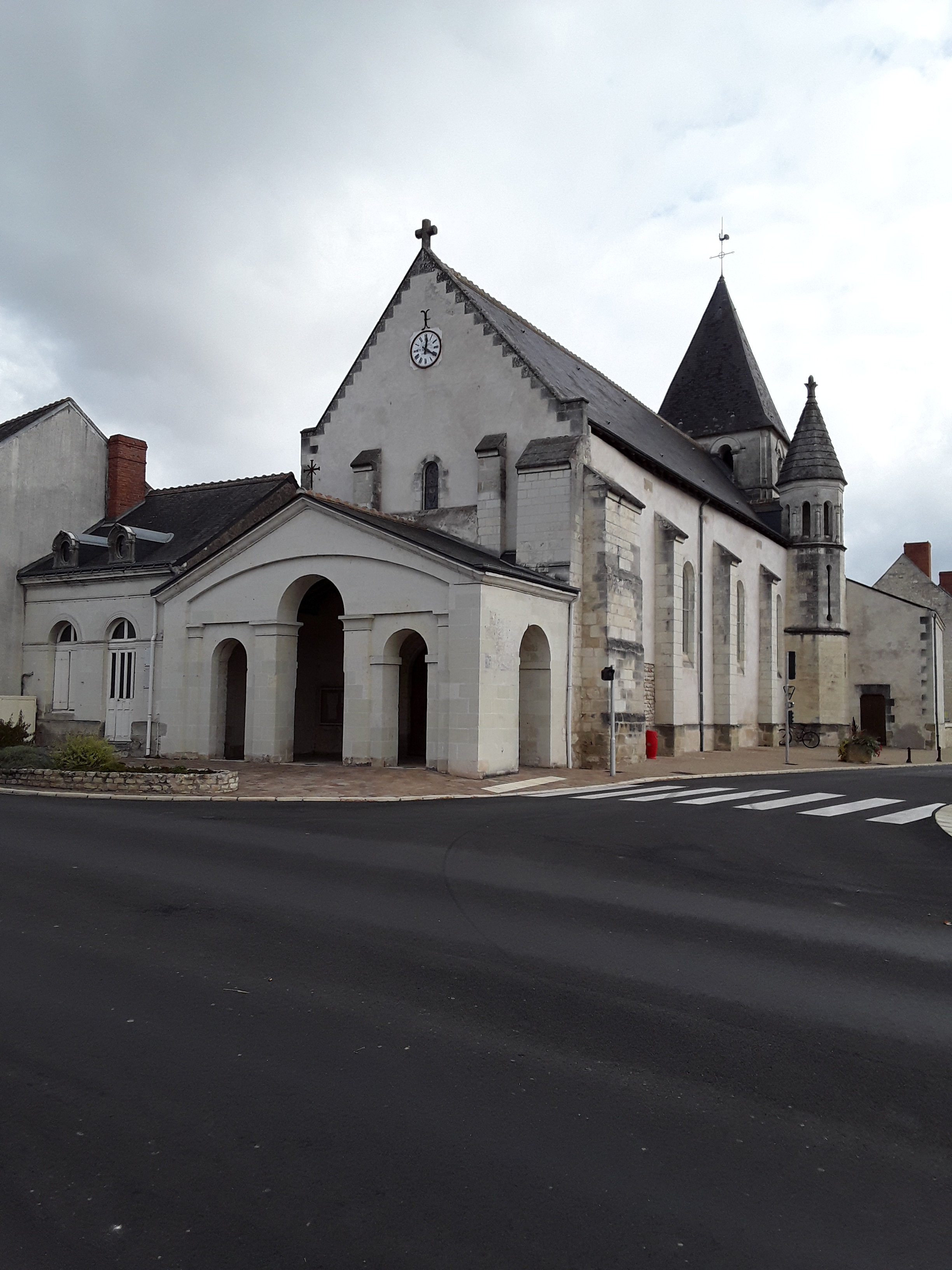
L'église de la Celle-Saint-Avant où fut arrêté Henri Péan

Pendant toute cette période, roulant la plupart du temps à bicyclette, l'Abbé Péan a déployé une activité considérable au profit de la Résistance. On l'appelle parfois Péan-le-Fou. Il n'y avait plus que deux choses qui comptaient pour lui : la Libération de la France et son engagement de prêtre catholique. Tout le reste n'était plus qu'affaire d'aménagement. Mais le temps était compté et il lui arrive de dire la messe, encore aux pieds, les bottes utilisées pour ses activités nocturnes, effectivement. Malgré les risques encourus, il tient à poursuivre son office sacerdotal.

### Arrestation, torture et assassinat

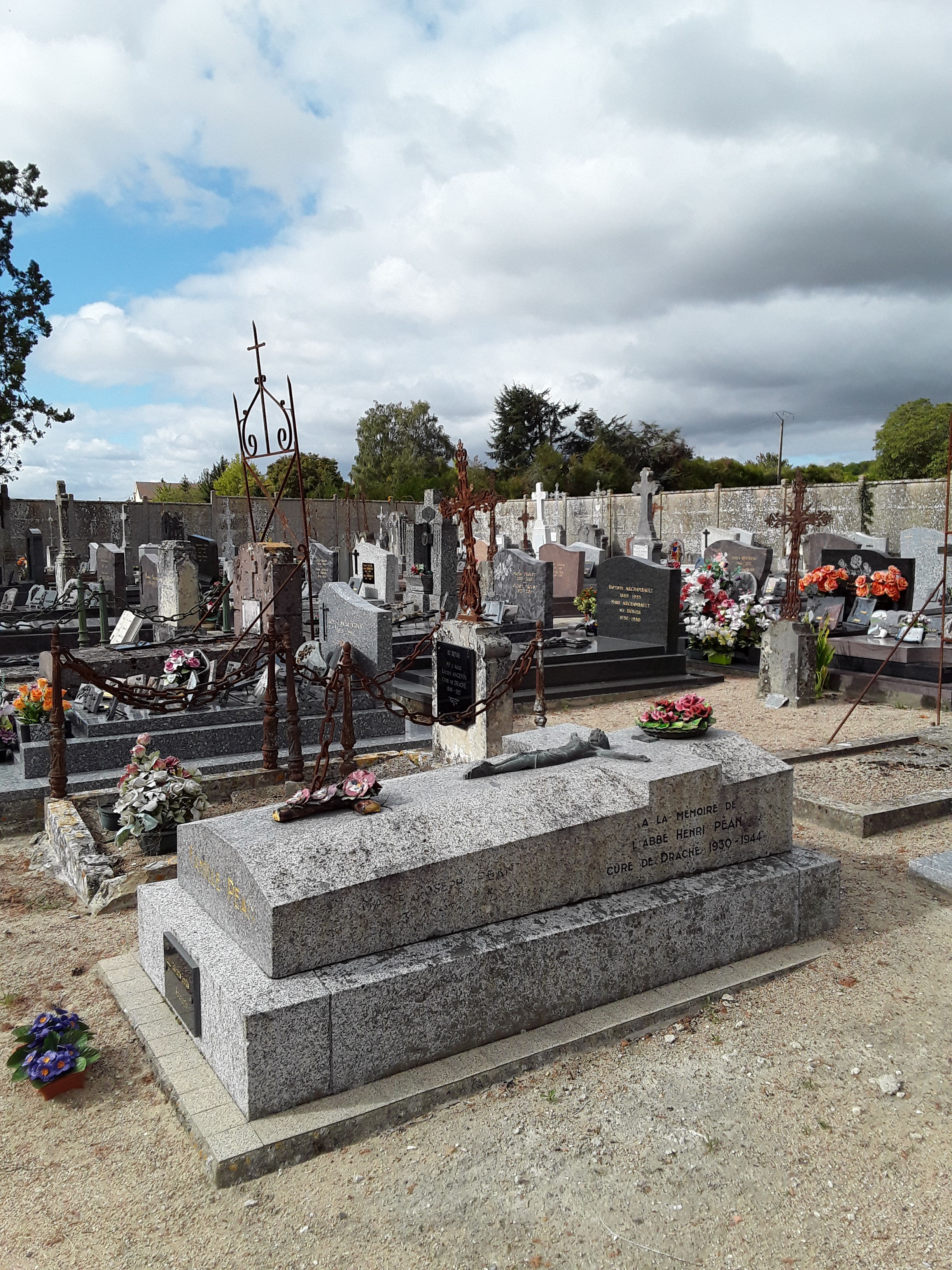
Tombe de l'abbé Henri Péan et de ses parents au cimetière de Draché

Il est arrêté par la Gestapo le 13 février 1944 à la sortie de la messe à la Celle-Saint-Avant. Clara Knecht supervise l'arrestation.
Dès son arrestation l'Abbé Péan est torturé, il est emmené à la prison de Tours où il est sans doute torturé quotidiennement. André Goupille a rapporté qu'un agent français de la Gestapo qui n'avait pas donné satisfaction à ses maîtres et avait été envoyé en camp avec les autres tourangeaux avait déclaré : « Le curé de Draché est mort .... Je ne sais plus si c'est d'un œil arraché ou d'une pneumonie ... C'est de sa faute, on ne pouvait le faire parler ». 
Les Allemands déclarèrent avoir inhumé au cimetière de La Salle « Henri Verdier, ouvrier belge décédé le 28 février à la maison d'arrêt ». Cette tombe est ouverte après enquête en 1949 et le corps formellement identifié comme celui de l'Abbé Péan. Le 12 janvier 1949, sa dépouille mortelle est transférée au cimetière de Draché et ses obsèques ont lieu en présence de près de 2 000 personnes. Les honneurs militaires sont rendus par un détachement de trente-deux soldats et quarante-huit prêtres officient.

## Recherche des coupables
Il est difficile d'établir les responsabilités directes de la mort d'Henri Péan. Selon les archives du CNR[Information douteuse] la Gestapo de Tours était dirigée par le lieutenant Georg Brückle fortement influencé par sa maîtresse Clara Knecht, secrétaire-interprète et tortionnaire redoutée. Clara Knecht a dit avoir tué elle-même l'Abbé Péan mais cette affirmation est suspecte de vantardise.
Le nom de Geissler a été avancé. On pense évidemment au Kommandeur SS Hugo Geissler mais, à cette époque celui-ci, devenu haut fonctionnaire nazi, n'intervenait plus directement, se contentant de faire appliquer ses impitoyables méthodes depuis Vichy. Dietmar Geissler, responsable de la section IV E (affaires juives, terrorisme, contre-espionnage) de la Gestapo de Tours, et aussi l'amant de Clara Knecht, est beaucoup plus probable. Tous deux sont d'une férocité et d'un sadisme absolus. Un agent de la Gestapo Vladimir Goutcharoff a déclaré lors de son interrogatoire en 1945 que Henri Péan « avait été tué par l'Allemand Geissler et que les excès commis sur lui par ce dernier avaient ému les Allemands eux-mêmes ».
On ne peut exclure que Brückle y ait participé, Il est en tout cas révoqué par le capitaine Otto Neugeberger dit « Michel » responsable des indicateurs français à Tours, et remplacé . Interrogée peu de temps après, Jeanne Goupille dit en effet que le chef de la Gestapo se faisait appeler « Michel »,.

## L'image d'Henri Péan transmise par ses contemporains
Pour ses compagnons de résistance, Henri Péan semblait être constamment disponible, ce qu'il devait sans doute à l'aide permanente apportée par ses parents vivant avec lui. Le père de l'Abbé Péan meurt de chagrin quelques mois après son fils. Sa mère restera gravement traumatisée et sera aidée par Marie-Thérèse de Poix après la guerre.
L'Abbé Péan ne cachait nullement la nature de son action même si le détail de celle-ci restait secret et le reste encore, ses amis lui ont cependant reproché certaines de ses fanfaronnades, dont l'une qui avait consisté a entonner la Marseillaise aux vêpres en présence de soldats allemands, n'est pas la plus banale.
On lui attribue l'organisation du passage de la Ligne pour plusieurs milliers de clandestins, le convoyage de plusieurs centaines d'aviateurs alliés et l'organisation de 46 parachutages.
Dans ses Souvenirs de déportation Marie-Thérèse de Poix écrit en octobre 1946 : « ... notre chef de groupe, cet admirable Abbé Péan, curé de Draché, qui, non content d'avoir participé à un service de renseignements, d'avoir préparé et réceptionné de nombreux parachutage d'armes, pouvait nous dire en souriant ... « Si je finis par être pris, j'aurais au moins la joie d'avoir aidé, jusqu'à ce jour près de deux mille personnes ». Il a été torturé jusqu'à ce que la mort s'ensuive ». L'abbé Joseph Perret, l'a décrit comme un personnage sympathique, entier, et doué dans des domaines divers (chant, musique, mécanique, menuiserie, etc.) curieux de tout (études de littérature et de mathématiques), un homme d'action, une personnalité fière, dévouée, et généreuse, jusqu'au sacrifice ultime. Pour André Goupille, c'est un résistant pleinement engagé, exigeant, presque jusqu'à l'impossible.

## Distinctions

### Grades[37]
- Pour la Résistance :

agent P2, chef de mission de première classe (CM1) reconnu le 23 avril 1949
- Pour les Forces Françaises Combattantes :

il est nommé au grade de capitaine le 23 avril 1949.

### Décorations
- Chevalier de la Légion d'honneur[réf. nécessaire] ;
- Croix de guerre 1939–1945 avec étoile d'argent (citation à l'ordre de la Division) puis palme (citation à l'ordre de l'Armée)[38]
- Medal of Freedom with bronze palm (distinction U.S.) : Médaille de la Liberté, accordée avec le grade "with bronze palm" (avec palme de bronze)[réf. souhaitée].

### Hommages

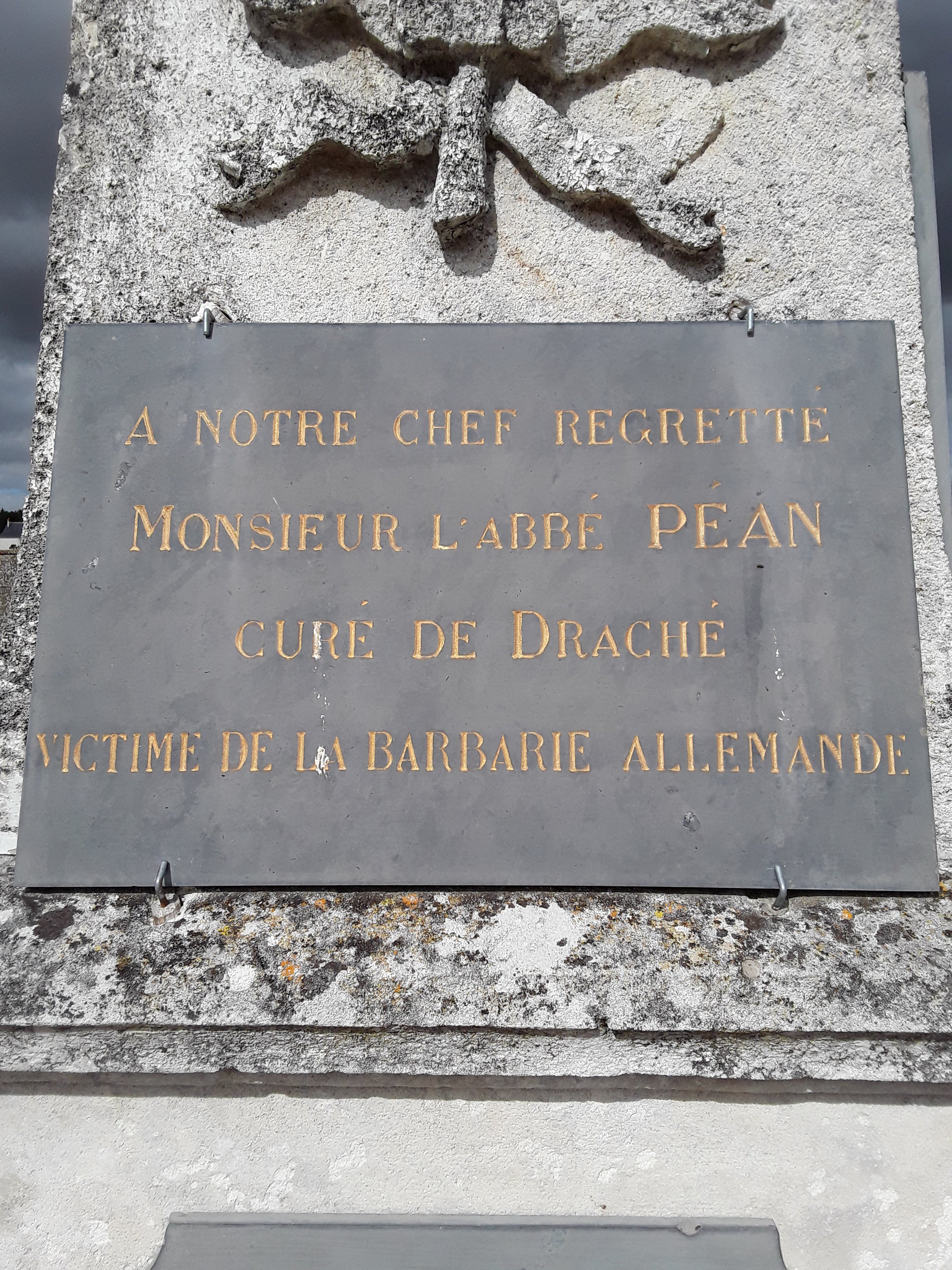
Plaque apposée au cimetière de Draché en souvenir de l'abbé Péan

- Citation à l'ordre de la Division : « Dès le mois d'octobre 1940, a fait tout ce qui était en son pouvoir pour permettre aux militaires britanniques, demeurés sur le sol français par suite de l'avance allemande, de regagner l'Angleterre. S'est personnellement chargé du convoyage à travers la ligne de démarcation et de l'hébergement à son domicile d'environ une vingtaine d'aviateurs anglais et américains. A poursuivi sa tâche avec un mépris total du danger et un inlassable dévouement jusqu'au 13 février 1944, date de son arrestation, suivie de près de son décès. Magnifique exemple d'abnégation et de patriotisme »[18].

- Citation à l'ordre de l'Armée en date du 14 janvier 1948 : « Engagé au réseau Vengeance en mars 1943, organise dix groupes francs, et met sur pied une équipe de parachutages. Nommé en septembre 1943 responsable départemental de l’Indre-et-Loire, organise le recrutement et le groupement des éléments du réseau. Arrêté en février 1944, torturé à la prison de Tours où il meurt à la suite des sévices subis »[39].
- Son nom a été donné à une place de Draché.
- Des plaques commémoratives ont été apposées : à la mairie, au cimetière et sur l'église de Draché, sur l'église de la Celle-Saint-Avant.
- Citation à l'AJPN[Note 8] :  du 8 et 12 février 2010.